# Barsal-Nuna
Barsal-Nuna va ser el dissetè rei de la primera dinastia de Kish a Sumer, esmentat a la llista de reis sumeris. La llista li assigna un mític regnat de 1200 anys.
Va regnar en un període posterior al diluvi que s'acostuma a datar cap a l'any 2900 aC. Era fill d'En-Me-Nuna i va succeir al seu germà Melem-Kish.